# Roman Czyżycki
Roman Czyżycki (ur. 24 lipca 1932 w Decazeville, zm. 28 września 2022 w Warszawie) – polski urzędnik państwowy i dyplomata, ambasador w Angoli (1980–1984), Egipcie (1989–1994) i Portugalii (1996–1999).

## Życiorys
Syn Józefa. Uzyskał tytuł magistra w zakresie polityki współczesnej na Wydziale Dyplomatyczno-Konsularnym Szkoły Głównej Służby Zagranicznej. W 1973 ukończył Podyplomowe Studium Międzynarodowych Stosunków Gospodarczych przy Szkole Głównej Planowania i Statystyki.
Od maja 1956 do maja 2002 pracował w Ministerstwie Spraw Zagranicznych. W centrali zajmował m.in. stanowiska dyrektora Protokołu Dyplomatycznego (1987–1989), wicedyrektora Departamentu ds. Afryki Subsaharyjskiej oraz Afryki i Bliskiego Wschodu, Doradcy Ministra ds. Ameryki Łacińskiej. Przebywał także na placówkach: w ambasadzie w Meksyku (dwukrotnie), ambasadzie w Hawanie, ambasadzie w Brasílii. Był ambasadorem w Angoli, akredytowanym także na Wyspach Świętego Tomasza i Książęcej (1980–1984), w Egipcie, akredytowanym także w Sudanie (1989–1994) i w Portugalii (1996–1999).
Członek Polskiej Zjednoczonej Partii Robotniczej. 
Pochowany na Cmentarzu Wojskowym na Powązkach.

## Współpraca ze Służbą Bezpieczeństwa PRL
Według materiałów zgromadzonych w archiwum Instytutu Pamięci Narodowej był w latach 1958–1969 tajnym współpracownikiem organów bezpieczeństwa PRL o pseudonimie „Ramiro”.

## Odznaczenia
- Krzyż Komandorski Orderu Odrodzenia Polski „w uznaniu wybitnych zasług w służbie dyplomatyczno-konsularnej” (1999)[6]
- Krzyż Wielkiego Oficera Orderu Zasługi (Portugalia, 1997)[7]